# Giovan Battista Gerace
Giovan Battista Gerace (Roma, 17 novembre 1925 – Roma, 4 giugno 1987) è stato un informatico italiano, docente di discipline informatiche presso l'Università di Pisa e pioniere dell'informatica in Italia.

## Biografia
Conseguita la licenza liceale nel 1943, Gerace si iscrisse alla facoltà di ingegneria dell'Università di Roma ma si unì subito alla lotta partigiana, nel corso della quale fu ferito e fatto prigioniero. Riuscito a fuggire, passò al fronte alleato dove si adoperò come ufficiale di collegamento.
Uscì dall'esperienza partigiana gravemente provato, la salute definitivamente minata da una grave malattia, che lo costrinse a ricoverarsi per alcuni anni in un sanatorio in Svizzera, ma i cui strascichi si protrassero per tutta la vita.

### Calcolatrice Elettronica Pisana
Ripresi gli studi si laureò in ingegneria elettrotecnica nel 1954 e, dopo aver ricevuto un importante incarico lavorativo, l'anno dopo era già nel gruppo di progettisti incaricato di realizzare la CEP-Calcolatrice Elettronica Pisana, dal 1955 al 1961.
I contributi di Gerace nella CEP sono soprattutto nell'originale tecnica nella microprogrammazione da lui utilizzata, molto diversa da quella più nota di Maurice Wilkes.

## Politica
Gerace è stato iscritto al Partito Comunista Italiano dal 1953. Nel 1979, in occasione del XV congresso nazionale del partito, fu eletto al comitato centrale del PCI.

## Pubblicazioni
- Digital system design automation. A method for designing a digital system as a sequential network, in IEEE Transactions on computers, 1968, C-17, pp. 1044-1061
- (con L. Gilli, P. Mestrini, A. R. Meo), A special purpose computer for the synthesis of switching functions and the analysis of their statistical properties, in Alta Frequenza, XXXVIII [1969], pp. 585-594
- (con L. Gilli, P. Maestrini, A. R. Meo), TOPI. A special purpose computer for Boolean analysis and synthesis, in Actes du Colloque international. Sistèmes logiques: conception et application, Bruxelles 1969, I, pp. 26-48
- (con V. Casarosa, G. Frosini, P. Maestrini,P. Piram), TOPI. A special purpose computer for Boolean analysis and synthesis, in IEEETransactions on computers, 1971, C-20, pp. 837-842, in coll. con i medesimi; A multi-purpose interpolator for numerically controlled machine tools, in Actes du Colloque international. Sistèmes logiques..., I, pp. 335-348
- (con V. Casarosa, G. Frosini, P. Mestrini, P. Piram), Progetto di un elaboratore speciale per il controllo numerico continuo di macchine utensili, in Sistemi per il comando numerico continuo, I, Roma 1970, pp. 1-92

Opera postuma
- Le politiche dell'informatica, Editori Riuniti, 1991
- La logica dei sistemi di elaborazione, Editori Riuniti, 1999